# Сальський округ (РСФРР)
Сальський округ — адміністративно-територіальна одиниця Північно-Кавказького краю, що існувала у 1924—1930 роках. 

## Історія
Сальський округ було утворено 2 червня 1924 року ще у Південно-Східній області. 
Адміністративний центр Сальського округу: 
Центр округу з червня по серпень 1924 року розташовувався у Великокнязівській станиці (тепер місто Пролетарськ). 
З серпня 1924 року окружний центр було перенесено на станцію Торгова (надалі робітниче селище Торговий). 
З 1 березня 1926 року окружний центр Сальського округу - робітниче селище Торговий отримало статус міста й було перейменовано на місто Сальськ. 
Місто Сальськ був центром округу до серпня 1930 року, тобто до скасування округів. 
Адміністративно-територіальний устрій округу:
У Сальском окрузі на 1924 рік значилося 10 районів: Атаманський, Білоглинський, Воронцово-Николаївський, Дубовський, Західно-Кіннозаводчеський, Зимовниковський з Зимовниковської
й Мокрогашунської волостей, Орловський з Орловської та Малогрузької волостей. Зі Ставропольської губернії були приєднані Біло-Глинський й Воронцово-Николаївський райони. З 1-го Донського округу – Романовський й Цимлянський райони. 
1 березня 1926 року Президія ВЦВК затвердив зміни в адміністративно-територіальному поділі Сальського округу. Було скасовано Орловський район. Територія Сальського округу поділилася на одне місто окружного підпорядкування — Сальськ, а також на 10 районів: Білоглинский (центр — с. Біла Глина), Воронцово-Николаївський (центр — с. Воронцово-Николаївське), Дубовський (центр — с. Дубовське), Завітинський (центр — с. Завітне), Західно-Кіннозаводчеський (центр — с. Будьонний), Зимовниковський (центр — сел. Зимовники), Пролетарський (центр — станиця Пролетарська), Ремонтненський (центр — с. Ремонтне), Романовський (центр — слобода Романовська), Цимлянський (центр — слобода Цимлянська). 
За підсумками перепису 1926 року в окрузі було: 1 місто, 10 районів, 125 сільрад, 1323 населених пунктів. 
У серпні і листопаді 1929 року президія Північно-Кавказького крайвиконкому прийняв постанову про створення національного Калмицького району у складі Сальського округу. Район створювався в основному за рахунок території Дубовського, Зимовниковського, Ремонтненського районів. На 10 серпня 1930 року у Сальському окрузі значилися 11 районів: Білоглинський (центр — село Біла Глина), Дубовський (центр — село Дубовське), Завітинський (центр — село Завітне), Західно-Кіннозаводчеський (центр — станція Цілина), Зимовниковський (центр — селище Зимовники), Калмицький (центр — станиця Кутейниковська), Пролетарський (центр — станиця Пролетарська), Ремонтненський (центр — село Ремонтне), Романовський (центр — станиця Романовська), Сальський (центр — село Воронцово-Николаївське), Цимлянський (центр — станиця Цимлянська) . 
У серпні 1930 року постановою президії Північно-Кавказького крайвиконкому округи були скасовані.

## Населення округу
За даними Всеросійського перепису 1926 року на території Сальського округу мешкало — 471 890 осіб, з них у міських поселеннях — 6 902 людини, по сільським місцевостям — 464 988 осіб. 
Міські поселення:
місто Сальськ — 6 902 осіб. 
Сільські місцевості по районах:
Білоглинський район — 90 943 осіб, Воронцово-Николаївський район — 88 338 осіб, Дубовський район — 22 045 осіб, Зимовниковский район — 43 592 осіб, Завітинский район — 24 979 осіб, Західно-Кіннозаводчеський район — 35 153 осіб, Пролетарський район — 52 795 осіб, Ремонтненський район — 32 387 осіб, Романовський район — 40 961 осіб, Цимлянський район — 33 795  осіб.
Найбільші сільські поселення Сальського округу з населенням понад 10 тисяч осіб: 
- село Біла Глина — 21 осіб 327
- село Пісчанокопське — 12 092 осіб
- село Воронцово-Николаївське — 11 536 осіб
- село Новий Єгорлик — 11 392 осіб
- село Красна Поляна — 11 073 осіб
- село Сандата — 10 601 осіб
- станиця Пролетарська — 10 478 осіб
- село Середній Єгорлик — 10 067 осіб

## Примітка
1. ↑  Збірник "Адміністративно-територіальний поділ Ростовської області", 1 ч., Ростов-на-Дону, 1989 р., с. 142-143
2. ↑  Збірник Указів РСФРР, 1926 р., №11, ст. 91, л. 137-138
3. ↑  Північний Кавказ після районування, Ростов-на-Дону,1925, т. 2,с. 116
4. ↑  Список населених місць Сальського округу Північно-Кавказького краю, Сальськ, 1927, с. IX
5. ↑  Адміністративно-територіальний поділ Ростовської області ч. 2 / Ростов-на-Дону, 1996, с. 21-25
6. ↑  Поселені підсумки перепису 1926 р. по Північно-Кавказькому краю. Ростов-на-Дону. 1929 р. С. 213 - 214